# Dürner Sámuel
Dürner Sámuel (Bártfa, 1614. június 27. – Eperjes, 1653. augusztus 16.) eperjesi evangélikus igazgató, tanár és német lelkész.

## Élete
Dürner Pál császári és királyi vámszedő és Hertel Rebeka fia volt. 1628-ban atyja halála után a magyar nyelv megtanulása végett Sárosra küldték. Fél év múlva a sárospataki iskola tanulója lett ahol igen sanyarú helyzete volt, mert koldulva tartotta fenn magát. Kis idő múlva Lőcsére ment, ahol a városi tanács ösztöndíjával  a thorni és a königsbergi egyetemen folytathatta tanulmányait. 1640 januárjában tért vissza hazájába, Eperjesen segédtanító, majd ezen év szeptemberében tanító lett. 1642. június 27.-én feleségül vette Figuli Dorottyát. 1645. november 12.-én eperjesi lelkésznek választották meg. Augusztus 19.-én Sartorius János, eperjesi lelkész tartott fölötte gyászbeszédet. A halálára írt latin verseket Klein közölte.

## Munkái
- Exercitium Scholasticum adunbrans Sanctorum Angelorum Beneficia et Diabulorum Maleficia… Leutschoviae, 1642
- Exercitium Scholasticum. Considerans Fvlmen Eperiense Memorabile. Quo Organa templi Germanici, pro dolor! jam bis hactenus tacta sunt… Uo. 1643
- Christlicher Leich-Sermon, über den Tröstlichen Spruch Pauli Röm. c. 8. v. 18 Zum Ehren-Gedächtnüss der Weylandt Edlen… Frawen Johanna Elisabeth (gebohrnen) Löwin, Dess Edlen… Herrn Johannis Seberi… gewesenen geliebten Ehefrawen… Uo. 1647